# Dinocaridida
Classe
Synonymes
- Anomalocarida[1]
- Dinocarida[1]

Les Dinocaridida sont une classe fossile d'arthropodes basaux ayant vécu durant le Cambrien et l'Ordovicien. 

## Présentation
Les dinocaridides sont de symétrie bilatérale, avec une cuticule non minéralisée et un corps divisé en deux principaux tagmes, ou sections du corps. La section frontale porte deux griffes situées juste devant la bouche, qui se trouve sur le dessous de ces animaux. Le corps possède treize segments ou plus, chacun ayant sa propre branchie et son lobe nageur. On pense que ces lobes se déplaçaient dans un mouvement de va-et-vient pour faire avancer l'animal d'une manière similaire à celle de la seiche.

## Liste des ordres et genres
Selon BioLib (2 février 2021) :
- † ordre Radiodonta Collins, 1996
- † genre Kerygmachela Budd, 1993
- † genre Omnidens Hou, Bergström, & Yang, 2006
- † genre Pambdelurion Budd, 1997